# 4235 Tatishchev
A 4235 Tatishchev (ideiglenes jelöléssel 1978 SL5) a Naprendszer kisbolygóövében található aszteroida. Ljudmila Ivanovna Csernih fedezte fel 1978. szeptember 27-én.